# Kyphosidae
La famiglia Kyphosidae comprende 50 specie di pesci d'acqua salata dell'ordine dei Perciformes.

## Distribuzione e habitat
Le specie della famiglia sono diffuse in tutti gli oceani della Terra.

## Descrizione
Il nome della famiglia deriva dalla parola greca kyphos, gobba, e descrive il dorso arcuato caratteristico di tutte le specie.

La lunghezza varia da 15 cm di Doydixodon laevifrons ai 90 di Kyphosus incisor

## Alimentazione
Con l'eccezione delle sottofamiglie Girellinae e Kyphosinae (a regime alimentare erbivoro) tutte le altre specie hanno un'alimentazione carnivora.

## Classificazione
La famiglia è divisa in 5 sottofamiglie

### Girellinae

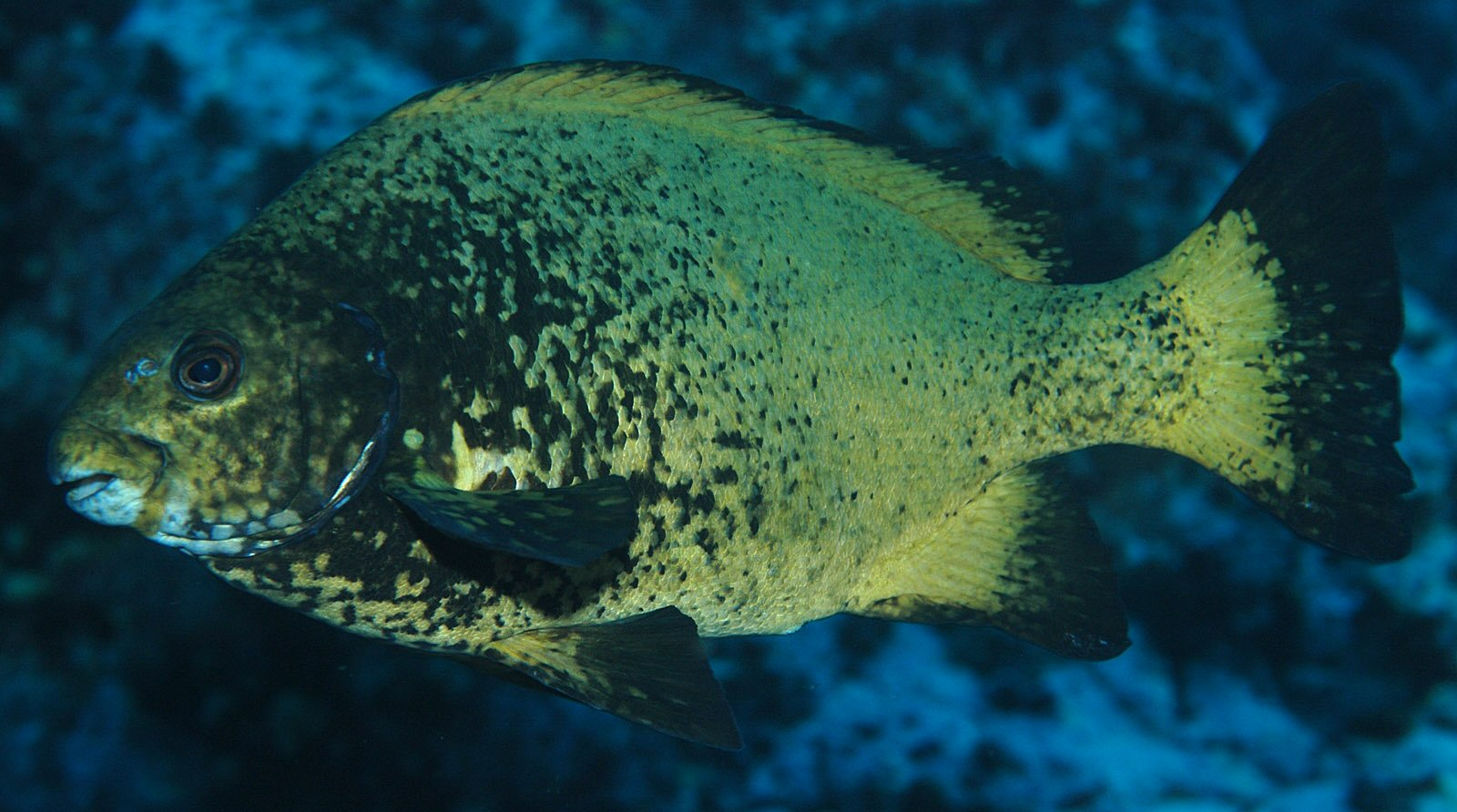
Girella fimbriata

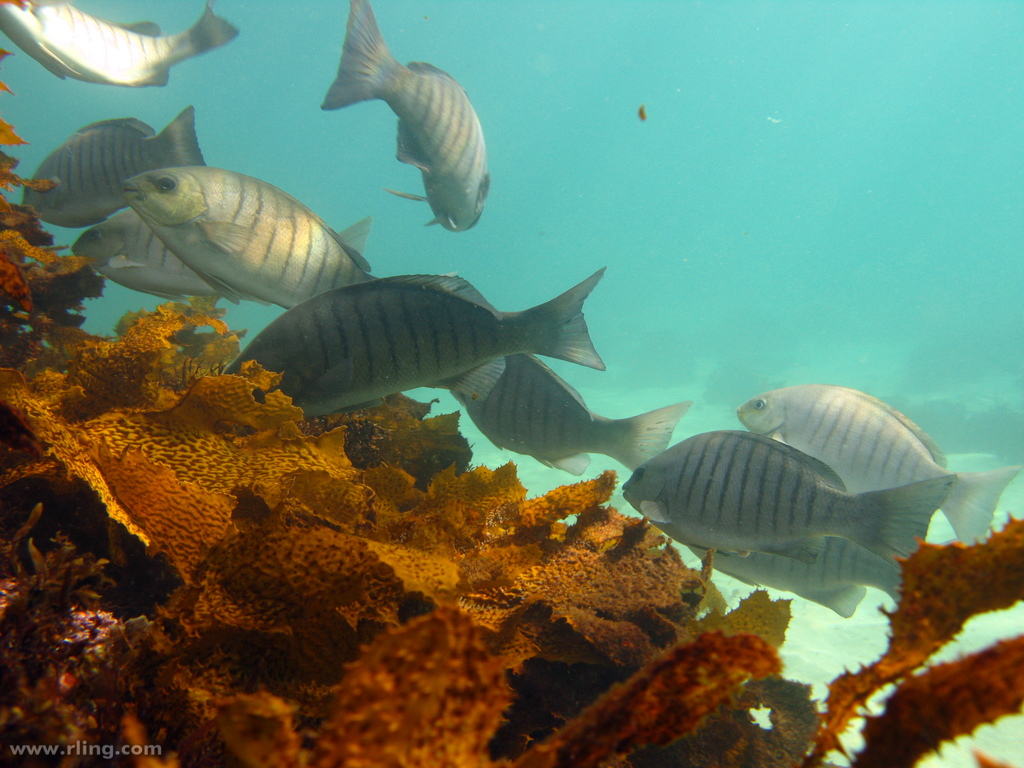
Girella tricuspidata

- Genere Doydixodon
  - Doydixodon laevifrons
- Genere Girella
  - Girella albostriata
  - Girella cyanea
  - Girella elevata
  - Girella feliciana
  - Girella fimbriata
  - Girella freminvillii
  - Girella leonina
  - Girella mezina
  - Girella nebulosa
  - Girella nigricans
  - Girella punctata
  - Girella simplicidens
  - Girella stuebeli
  - Girella tephraeops
  - Girella tricuspidata
  - Girella zebra
  - Girella zonata
- Genere Graus
  - Graus nigra

### Kyphosinae

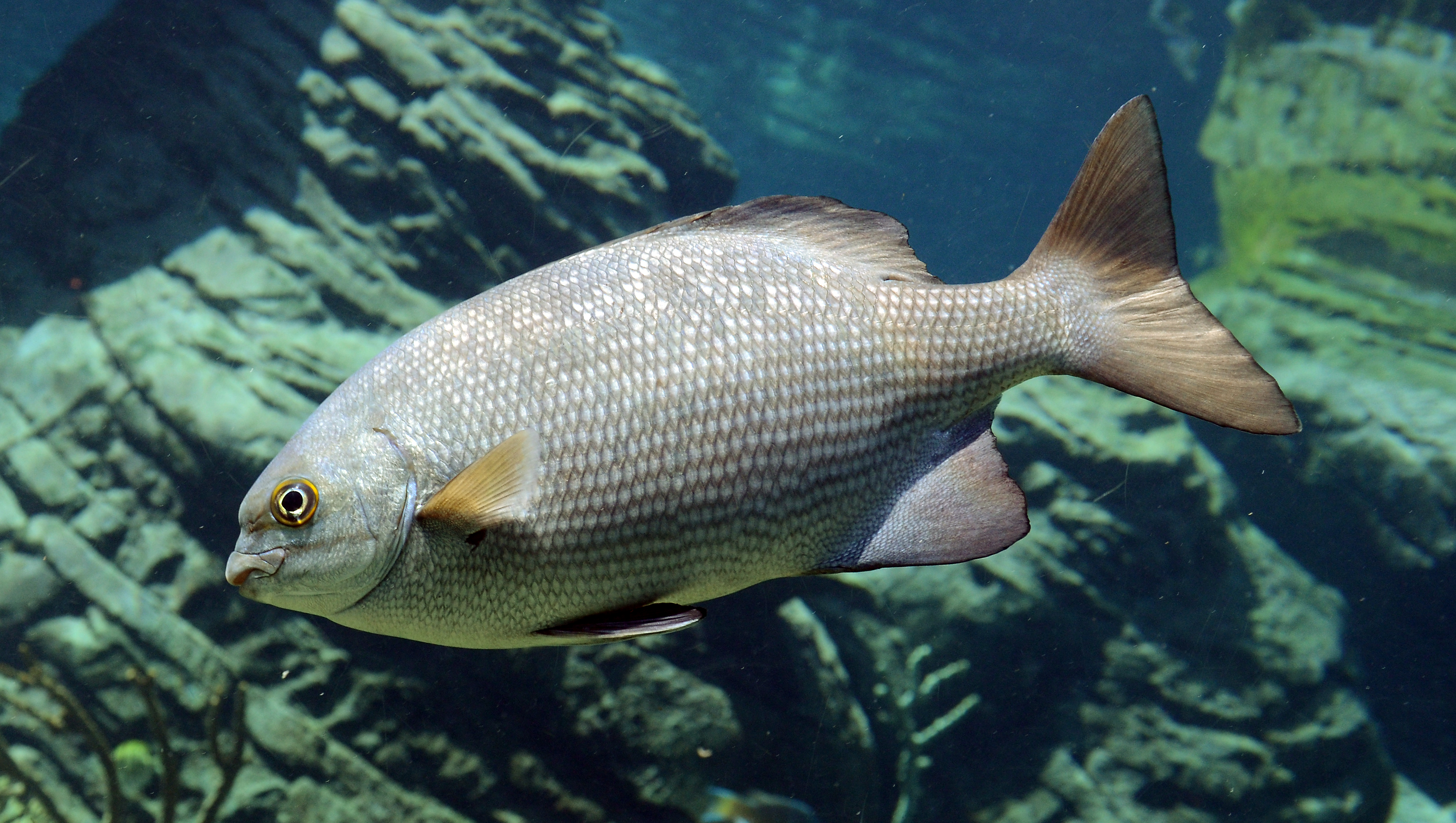
Kyphosus sp.

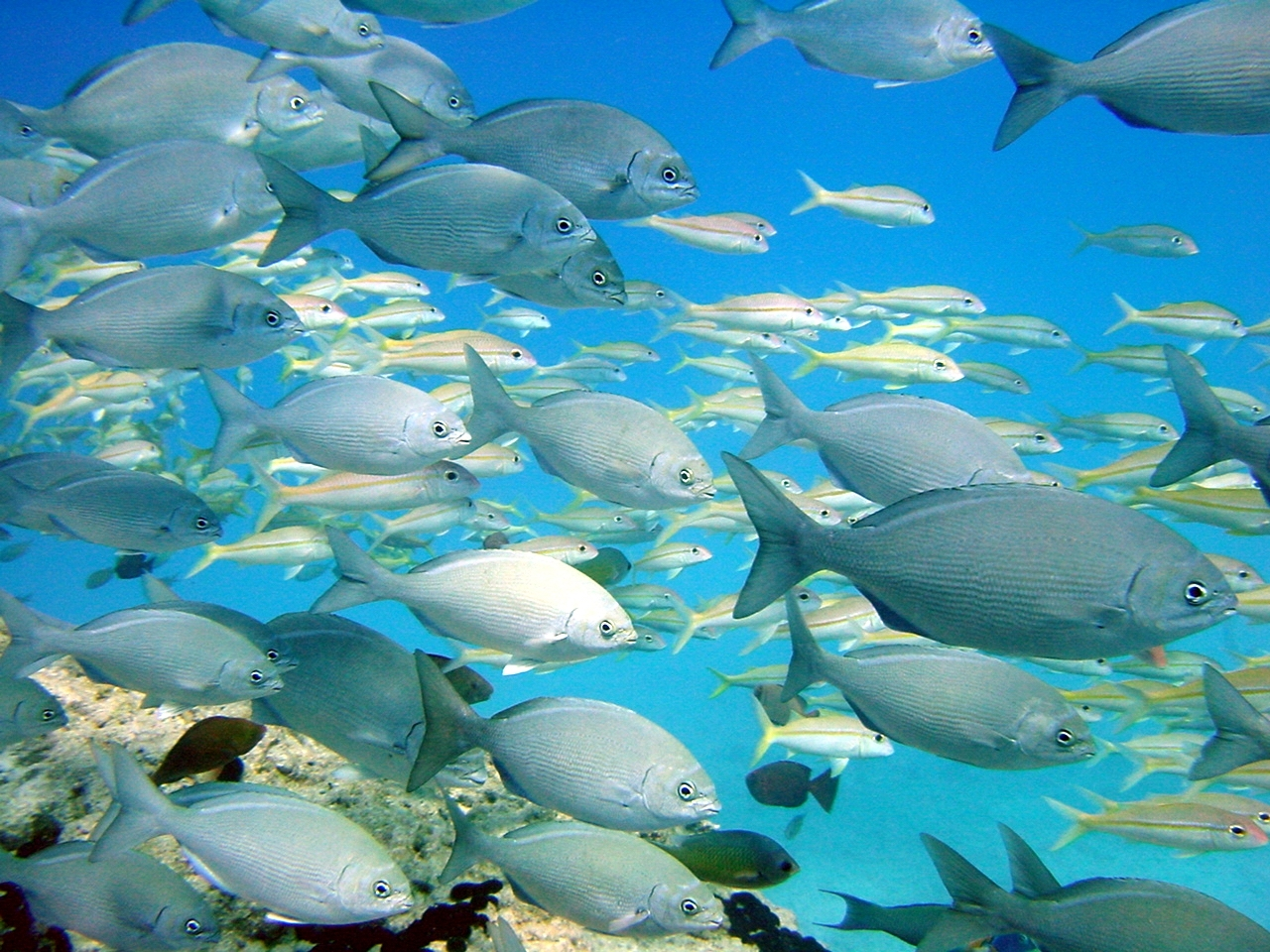
Kyphosus bigibbus

- Genere Hermosilla
  - Hermosilla azurea
- Genere Kyphosus
  - Kyphosus analogus
  - Kyphosus bigibbus
  - Kyphosus cinerascens
  - Kyphosus cornelii
  - Kyphosus elegans
  - Kyphosus hawaiiensis
  - Kyphosus incisor
  - Kyphosus lutescens
  - Kyphosus pacificus
  - Kyphosus sectator
  - Kyphosus sydneyanus
  - Kyphosus vaigiensis
- Genere Neatypus
  - Neatypus obliquus
- Genere Neoscorpis
  - Neoscorpis lithophilus
- Genere Sectator
  - Sectator azureus
  - Sectator ocyurus

### Microcanthinae

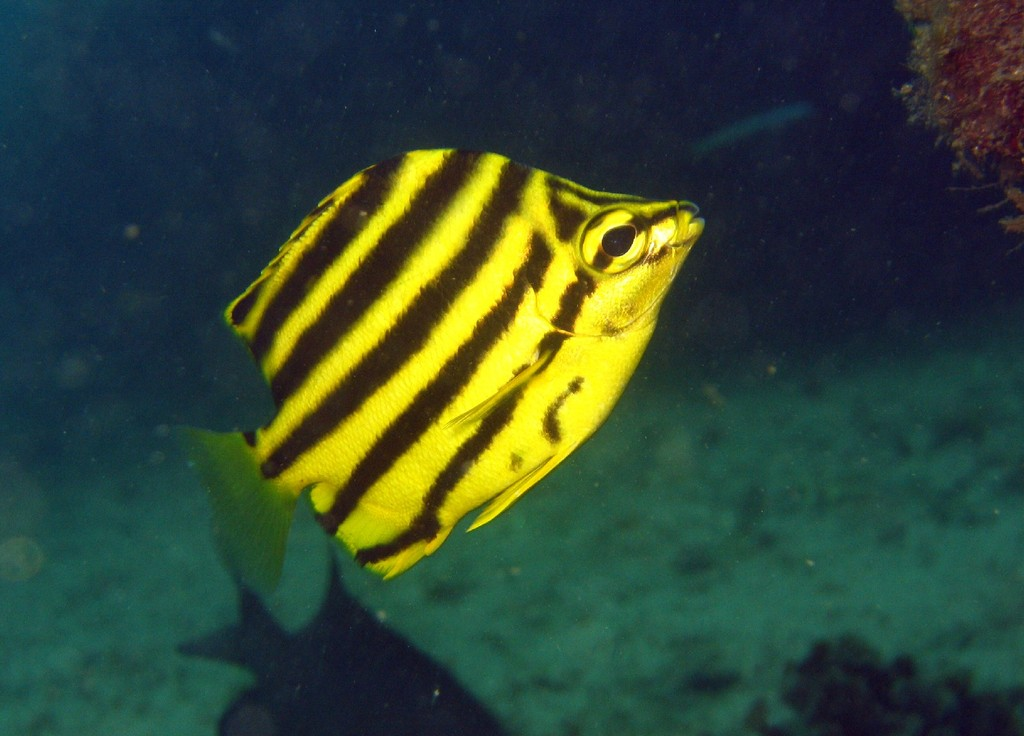
Un giovaneMicrocanthus strigatus

- Genere Atypichthys
  - Atypichthys latus
  - Atypichthys strigatus
- Genere Microcanthus
  - Microcanthus strigatus
- Genere Neatypus
  - Neatypus obliquus
- Genere Tilodon
  - Tilodon sexfasciatum

### Scorpidinae

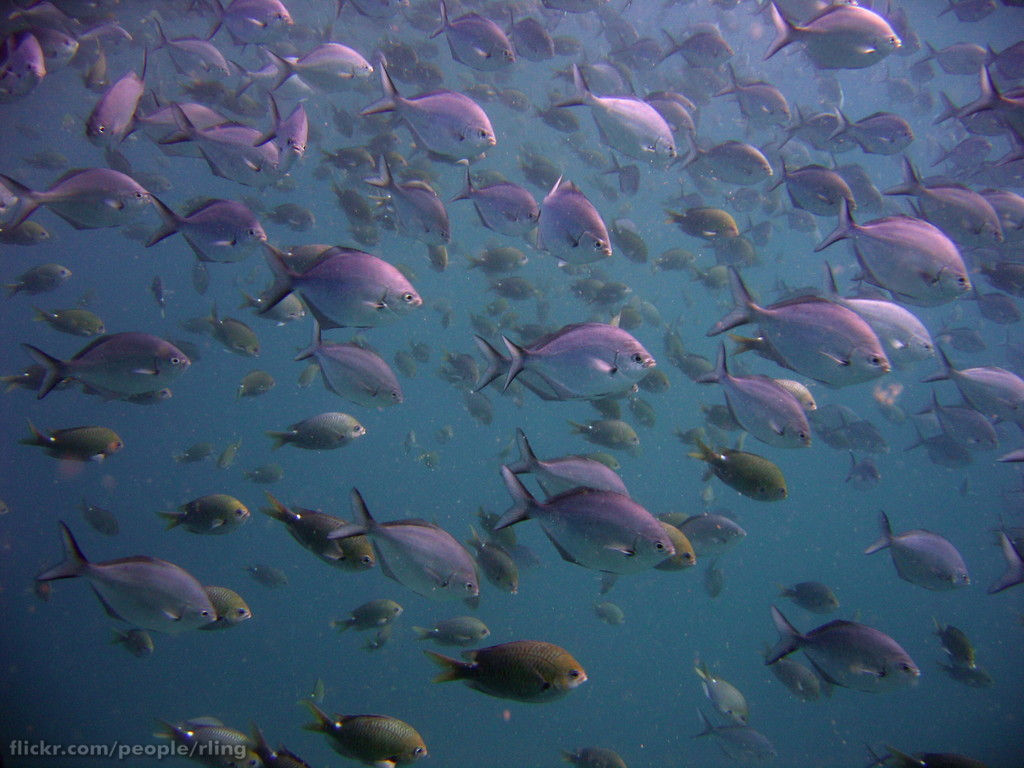
Scorpis lineolata

- Genere Bathystethus
  - Bathystethus cultratus
  - Bathystethus orientale
- Genere Labracoglossa
  - Labracoglossa argenteiventris
  - Labracoglossa nitida
- Genere Medialuna
  - Medialuna ancietae
  - Medialuna californiensis
- Genere Scorpis
  - Scorpis aequipinnis
  - Scorpis georgianus
  - Scorpis lineolata
  - Scorpis violacea